# Jota Aquarii
Jota Aquarii (ι Aquarii, förkortat Jota Aqr, ι Aqr) som är stjärnans Bayerbeteckning, är en ensam stjärna belägen i den mellersta delen av stjärnbilden Vattumannen. Den har en skenbar magnitud på 4,28 och är synlig för blotta ögat där ljusföroreningar ej förekommer. Baserat på parallaxmätning inom Hipparcosuppdraget på ca 18,6 mas, beräknas den befinna sig på ett avstånd på ca 175 ljusår (ca 54 parsek) från solen.

## Egenskaper
Jota Aquarii är en blå till vit stjärna i huvudserien av spektralklass B8 V. Den har en radie som är ca 2,7 gånger större än solens och utsänder från dess fotosfär ca 74 gånger mera energi än solen vid en effektiv temperatur av ca 11 300 K.
En sökning år 2010 efter följeslagare kring stjärnan genom mätning av infraröd strålning var resultatlös.